# 陰極防食法

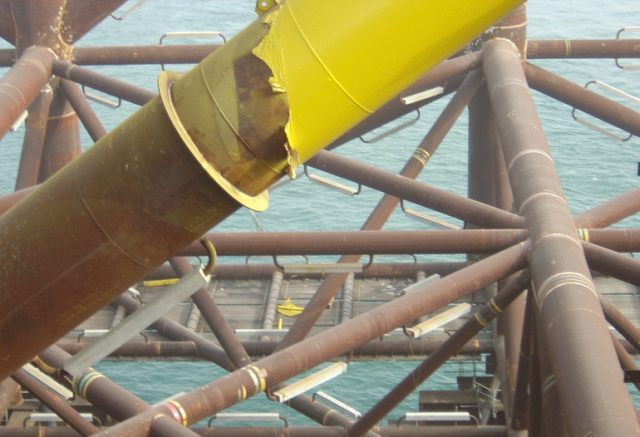
鋼製のジャケット構造に取り付けられたアルミニウム製の犠牲陽極（明るい色の長方形の棒） 。

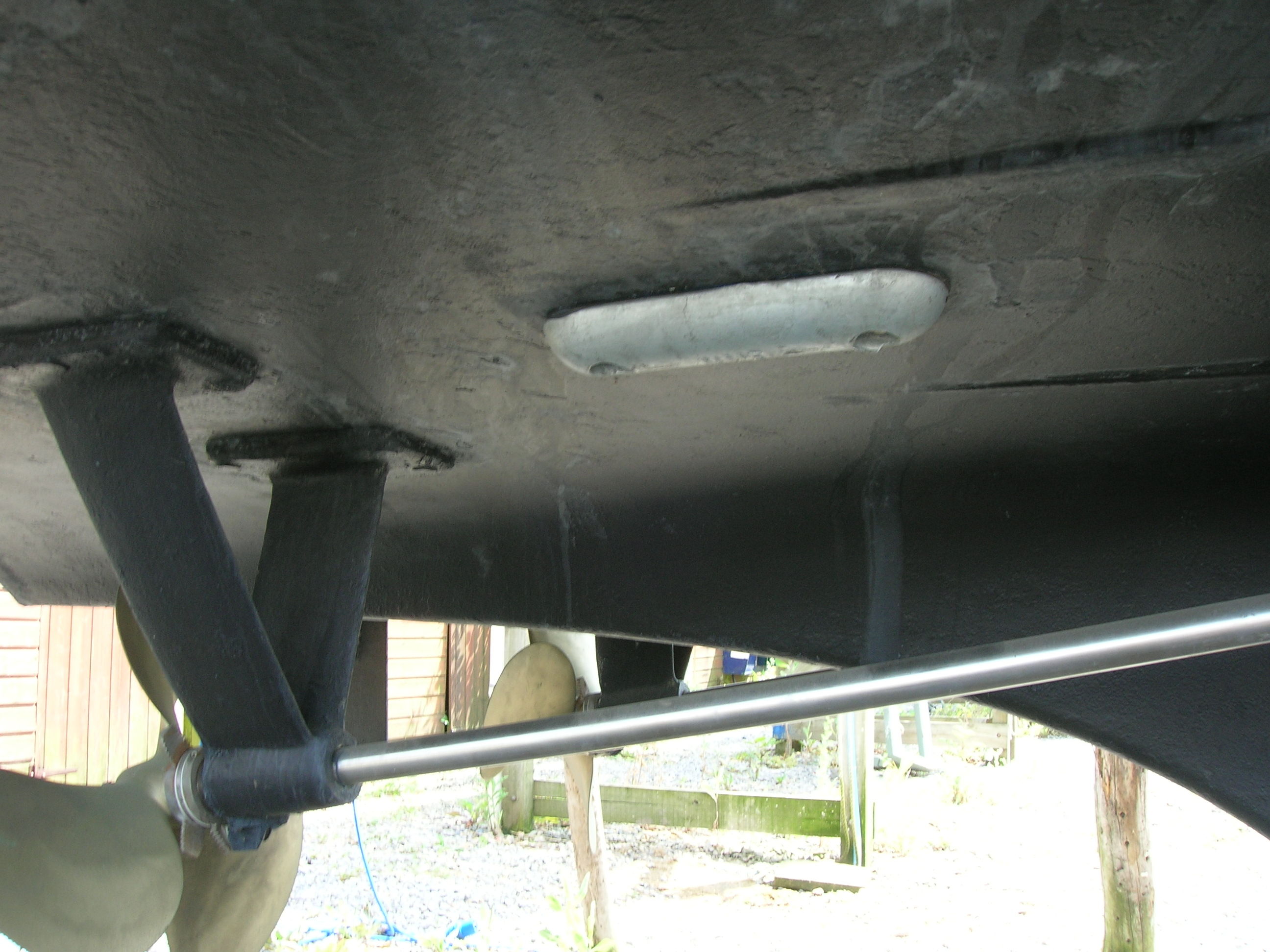
亜鉛の犠牲陽極(白い物体) がボートのスクリュー軸直上に取り付けられている（丸い物体） 。

陰極防食法（いんきょくぼうしょくほう、カソード防食法とも、英語：Cathodic protection、略称:CP）は、金属表面を化学電池の陰極にすることにより、金属表面の腐食を防止する方法の一つ。
イオン傾向が卑の陽極を犠牲に化学的に電流を発生させる方法と直流電源を用いて電流を発生させる方法の二通りがある。
船舶や洋上風力発電装置など海水に晒されるものの他再塗装が困難な鉄筋コンクリート内部の鉄筋の保護など幅広い用途に用いられる。

## 種類

### 流電陽極方式
異種金属接触腐食を逆手に取った方法。海水中や土中などの電解質中にある被防食体よりもイオン化傾向の大きいアルミニウム、亜鉛、マグネシウムのような金属(犠牲陽極)を接続し、両者間の電位差を利用して被防食体に電流を流す方式。陽極は次第に腐食するので交換が必要。

### 外部電源方式

外部電源方式 シンプルな印象的な現在の陰極防食システム。 DC電流源は、保護電気化学反応を促進するために使用される。

陽極と被防食体の間に直流電源を設置し、常に電流を流すことでイオン化傾向に関係なく被防食体を保護する方式である。
チタンなど腐食しにくい耐久性電極を用いることで長期にわたってその効果を保つ。

### パイプライン

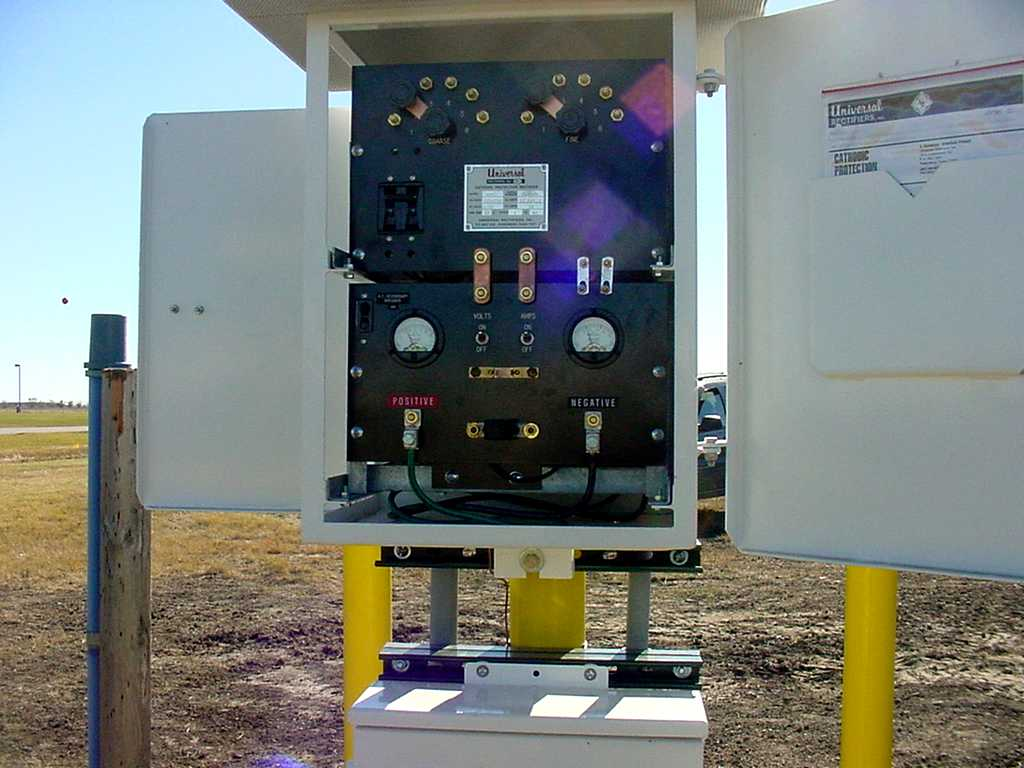
パイプラインに接続された空冷式陰極防食整流器。

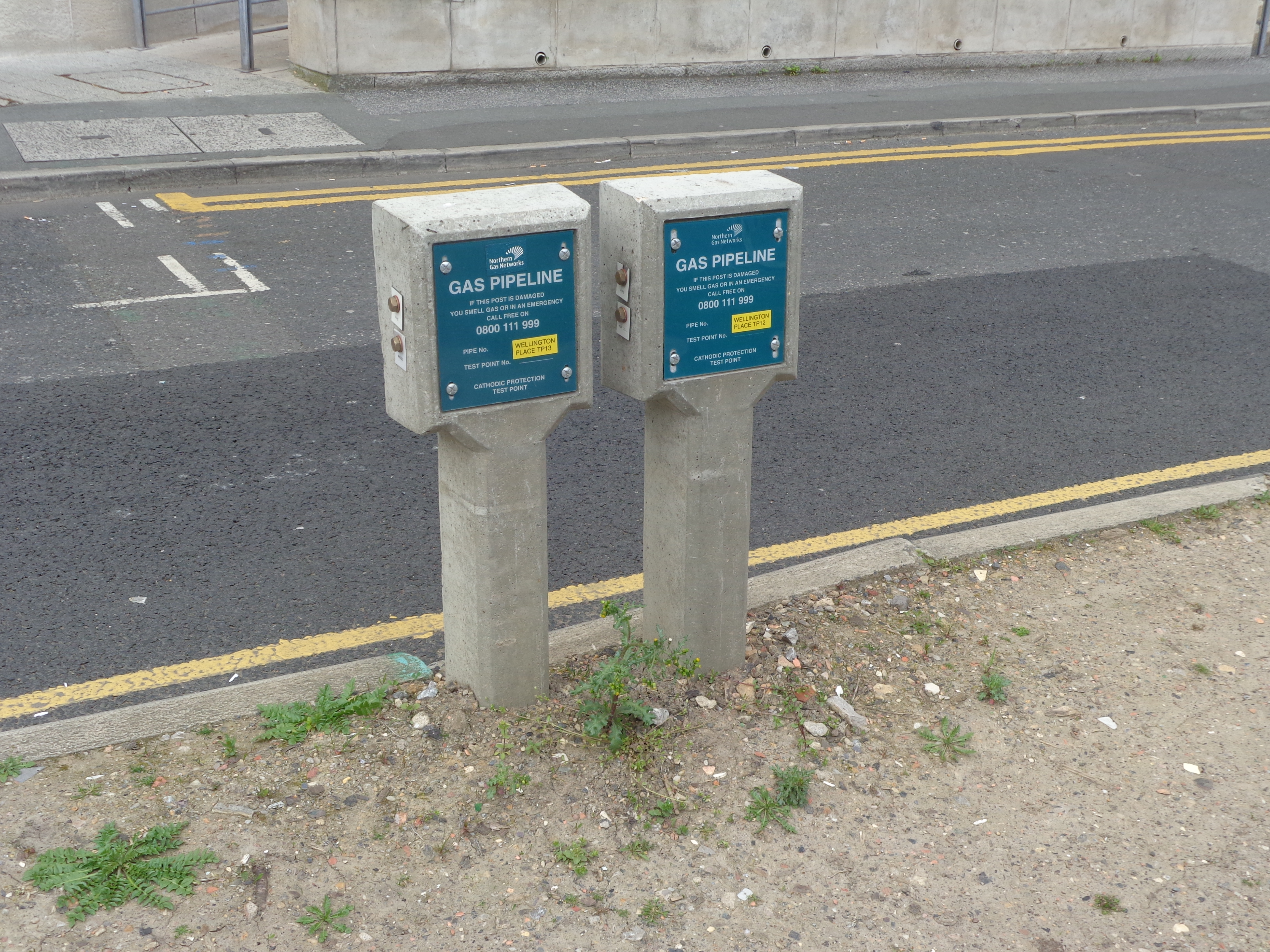
イギリス、ウェストヨークシャー、リーズのガスパイプライン上の陰極防食マーカー。

### 船とボート

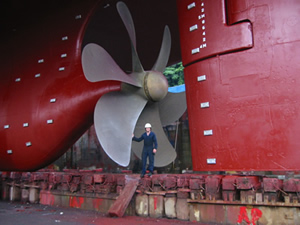
船体に見える白い斑点は、亜鉛ブロックの犠牲陽極です。

## タイプ

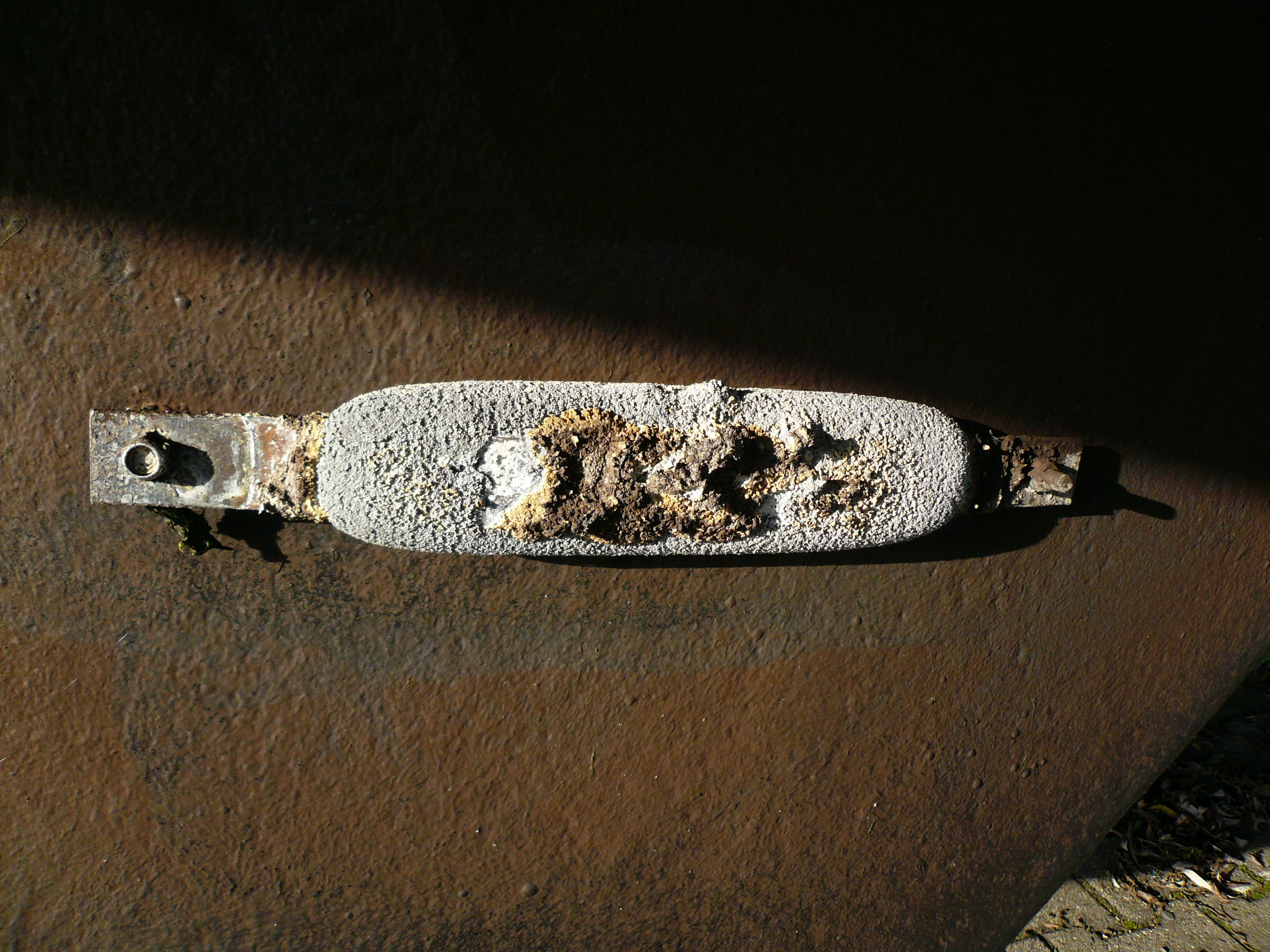
船の船体に取り付けられたガルバニック犠牲陽極で、腐食を示している。

### ガルバニック
| 金属                                       | 銅に対する電位：のCuSO 4 中性pH環境での参照電極（ボルト） |
| ------------------------------------------ | --------------------------------------------------------- |
| カーボン、グラファイト、コークス           | +0.3                                                      |
| 白金                                       | 0〜-0.1                                                   |
| 鋼のミルスケール                           | −0.2                                                      |
| 高シリコン鋳鉄                             | −0.2                                                      |
| 銅、真ちゅう、青銅                         | −0.2                                                      |
| コンクリートの軟鋼                         | −0.2                                                      |
| 鉛                                         | −0.5                                                      |
| 鋳鉄（黒鉛化されていない）                 | −0.5                                                      |
| 軟鋼（錆び）                               | −0.2〜−0.5                                                |
| 軟鋼（クリーン）                           | −0.5〜−0.8                                                |
| 商業的に純粋なアルミニウム                 | −0.8                                                      |
| アルミニウム合金（5％亜鉛）                | −1.05                                                     |
| 亜鉛                                       | −1.1                                                      |
| マグネシウム合金（6％Al、3％Zn、0.15％Mn） | −1.6                                                      |
| 商業的に純粋なマグネシウム                 | -1.75                                                     |